# McCoy Tyner
Alfred McCoy Tyner (født 11. december 1938 i Philadelphia, Pennsylvania, USA, død 6. marts 2020) var en amerikansk jazzpianist og komponist. Han var bedst kendt for sit virke med tenorsaxofonisten John Coltranes kvartet.
Han lavede ligeledes mange indspilninger med egne grupper lige fra trioer til big bands gennem årene. Han hørte til en af den moderne jazzmusiks betydningsfulde pianister og stilskabere.

## Udvalgt diskografi
- The Real Mccoy
- Reaching Forth
- Tender Moments
- Today and Tomorrow
- Time for Tyner
- Super Trios
- Sahara
- Extensions
- Trident
- Live at Newport 64
- Expansions
- Entlightenment
- Atlantis
- Fly with the Wind
- Turning Point

## Med John Coltrane
- My Favourite Things
- Crescent
- John Coltrane & Johnny Hartman
- Olé
- Coltrane Jazz
- Impressions
- Plays the Blues
- Coltranes Sound
- Ballads
- Coltrane
- John Coltrane Quartet Plays
- Africa Brass
- Live at the Village Vanguard
- Live at Birdland
- A Love Supreme
- Sun Ship
- Om